# 訓覇圭
訓覇 圭（くるべ けい、1967年5月 - ）は、日本の演出家、プロデューサー。NHK職員。京都府京都市出身。妻は女優の石田ひかり。
洛南高等学校、京都大学文学部卒業。大学在学中は劇団そとばこまちに所属。1991年NHK入局、京都放送局を経て、1995年ドラマ部に所属。放送センター→大阪放送局を経て、2007年にNHKエンタープライズへ出向した。2013年時点の役職は、NHK制作局ドラマ番組部チーフ・プロデューサー。　　

## 家族
2001年に女優の石田ひかりと結婚して2女あり。義姉は女優の石田ゆり子。父は元大谷大学学長（第24代）の訓覇曄雄、祖父は真宗大谷派の元宗務総長の訓覇信雄。兄がいる。

## 受賞
- 2008年、エランドール賞プロデューサー賞（田中友幸基金賞）、『ハゲタカ』にて。
- 2013年、東京ドラマアウォード2013 プロデュース賞、『あまちゃん』のプロデュースにより[4]。
- 2015年、第1回大山勝美賞[5]

## 主な作品

### テレビドラマ
NHK大河ドラマ
- 徳川慶喜（1998年、演出）
- 功名が辻（2006年、制作）
- いだてん〜東京オリムピック噺〜（2019年、制作統括）[6]

連続テレビ小説
- オードリー（2000年、演出）
- まんてん（2002年 - 2003年、制作）
- あまちゃん（2013年、制作統括）※東京ドラマアウォード2013 プロデュース賞

土曜ドラマ
- ハゲタカ（2007年、制作）※2008年エランドール賞プロデューサー賞（田中友幸基金賞）受賞
- 外事警察（2009年、制作統括）
- TAROの塔（2011年、制作統括）
- 55歳からのハローライフ（2014年、制作統括）
- トットてれび（2016年、プロデューサー）
- 天使にリクエストを〜人生最後の願い〜（2020年、制作統括）
- 今ここにある危機とぼくの好感度について（2021年、制作統括）
- 17才の帝国（2022年、制作統括）[7]
- 地震のあとで（2025年、プロデューサー）

その他ドラマ
- 東野圭吾ミステリー 悪意（2001年、演出）
- 金曜時代劇『はんなり菊太郎2〜京・公事宿事件帳〜』（2004年、デスク）
- おシャシャのシャン!（2008年、制作）
- 母恋ひの記（2008年、制作統括）
- 百合子さんの絵本 〜陸軍武官・小野寺夫婦の戦争〜（2016年、制作統括）
- 舟を編む 〜私、辞書つくります〜（2024年、制作統括）

### テレビドキュメンタリー
- 踊る阿呆 森山未來・自撮り365日（2014年、制作統括）

### 映画
- ハゲタカ（2009年、企画・プロデュース）
- 外事警察 その男に騙されるな（2012年、プロデュース）